# Хебуди
Хебуди (груз. ჰებუდი) — село в Грузии, на территории Местийского муниципалитета края (мхаре) Самегрело-Верхняя Сванетия.

## География
Село находится в северо-западной части Грузии, к северу от реки Ингури, на расстоянии приблизительно 13 километров (по прямой) к западо-юго-западу от посёлка городского типа Местиа, административного центра муниципалитета. Абсолютная высота — 1681 метр над уровнем моря.

## Население
По результатам официальной переписи населения 2014 года в Хебуди проживало 48 человек (24 мужчины и 24 женщины). В национальной структуре населения грузины составляли 100 %.
| Год  | Население, человек |
| ---- | ------------------ |
| 2002 | 126                |
| 2014 | ↘ 48               |